# Лендєл Василь Георгійович
 Ле́ндєл Васи́ль Гео́ргійович  (* 3 грудня 1949, смт Воловець Закарпатської області) — український хімік. Кандидат хімічних наук, доцент, відмінник освіти України (1999).

## Життєпис
В. Г. Лендєл народився 3 грудня 1949 року в смт Воловець Закарпатської області. Середню освіту здобув у Сваляві, закінчивши з відзнакою у 1968 році Свалявський політехнічний технікум. Навчання продовжив на хімічному факультеті Ужгородського державного університету. Диплом з відзнакою про вищу освіту одержав у 1973 році.
Трудову діяльність В. Г. Лендєл розпочав викладачем хімії Свалявського політехнічного технікуму, але вже у жовтні 1973 року був запрошений зайняти посаду інженера кафедри органічної хімії УжДУ. В 1974–1977 роках навчається в аспірантурі при цій же кафедрі і під керівництвом Ю. В. Мигалини займається дослідженням халькогенгалогенідних органічних сполук. У 1981 році в Київському державному університеті ім. Т. Г. Шевченка захищає дисертацію «Реакції приєднання тетрагалогенідів селену до 1,6-, 1,5-1,4-диолефінів та їх похідних і властивості одержаних аддуктів» на здобуття вченого ступеня кандидата хімічних наук.
Випускник аспірантури В. Г. Лендєл у 1977 році зараховується на посаду завідувача лабораторій кафедри органічної хімії Ужгородського університету. В 1982 році обирається асистентом, а 15 жовтня 1985 року — доцентом цієї кафедри. Вчене звання доцента йому присвоюється З квітня 1987 року.
У червні 1996 року В. Г. Лендєл очолює науково-педагогічний колектив кафедри органічної хімії УжДУ і призначається деканом хімічного факультету Ужгородського університету. У зв'язку з реорганізацією хімічного факультету ДВНЗ "УжНУ", з лютого 2022 року призначений в.о. директора ННІХЕ ДВНЗ "УжНУ".

## Науковий здобуток
Василь Георгійович є спеціалістом високої кваліфікації в галузі експериментальної органічної хімії. У співавторстві з колегами ним розроблений новий метод синтезу халькогенвмісних гетероциклічних сполук, які проявляють біологічну активність та напівпровідникові властивості. Для потреб народного господарства розроблена оригінальна рецептура маси для виробництва вітчизняного абразивного інструменту. Запатентував спосіб очистки стічних вод лісохімічного виробництва від фенолів.

## Винахідницька робота
В. Г. Лендєл є автором 95 наукових праць, семи винаходів. Під його керівництвом виконані і захищені дві кандидатські дисертації.

## Нагороди
- знак «Винахідник СРСР»,
- Нагрудний знак «Відмінник освіти України»,
- Ювілейна медаль «10 років незалежності України»,
- Подяка Президента України,
- Подяки та грамоти Закарпатської обласної Ради та обласної державної адміністрації.